# Sonic Youth
I Sonic Youth sono stati un gruppo alternative/noise rock statunitense, formatosi nel 1981 a New York. Hanno all'attivo oltre 20 album. I componenti del gruppo sono stati Kim Gordon, Thurston Moore, Lee Ranaldo e Steve Shelley.
Partiti dall'esperienza no-wave e dall'avanguardia rock chitarristica dell'ensemble di Glenn Branca (del quale lo stesso Ranaldo ha fatto parte collaborando all'incisione di The Ascension) i Sonic Youth si propongono di creare un proprio carattere espressivo attraverso la sperimentazione delle possibilità offerte da strumenti rock convenzionali come basso, chitarra e batteria. Tratti riconoscibili della loro espressione musicale sono l'utilizzo di accordature "alternative", chitarra preparata e di feedback, l'improvvisazione come valido ausilio creativo ed espressivo (vedi Velvet Underground) e l'eliminazione delle barriere distintive tra strumenti solisti e strumenti ritmici.
In trent'anni di carriera, i Sonic Youth sono diventati un'autentica istituzione della scena alternativa statunitense e mondiale. Il gruppo si è sciolto nel 2011.

## Storia

### Gli anni ottanta
Thurston Moore e Lee Ranaldo avevano già suonato (insieme e separatamente) in varie band punk rock di breve durata. Ranaldo era un membro dell'ensemble di Glenn Branca. Sia Moore sia Kim Gordon avevano comunque avuto a che fare con Glenn Branca. Kim Gordon aveva un buon passato da artista, e nei primi anni ottanta era in atto una considerevole mescolanza tra le arti visive e la musica. Dopo un'esibizione con Glenn Branca e Rhys Chatam, Kim Gordon incominciò a suonare con diversi gruppi. Lei e Thurston Moore erano fidanzati già prima della formazione dei Sonic Youth. Successivamente si sposeranno e avranno una figlia, Coco Hayley Gordon Moore.
Uno dei primi concerti dei Sonic Youth fu nel giugno del 1981, nel contesto di un festival di 10 giorni organizzato da Moore. Tenutosi alla galleria White Columns di SoHo, il Noise Fest incluse esibizioni anche di Branca e Chatam. La formazione dei Sonic Youth al tempo comprendeva Moore, la Gordon, il batterista Richard Edson e la tastierista Ann DeMarinis. Fu quella l'unica apparizione della DeMarinis, e Lee Ranaldo si unì alla band subito dopo. Thurston Moore coniò il nome del gruppo subito prima di questo concerto, unendo il nome di Fred "Sonic" Smith, membro degli MC5 e fondatore della Sonic's Rendezvous Band, con quello del musicista reggae Big Youth (Kim Gordon, la bassista, ha citato come influenze indirette del suo stile sonoro proprio le sonorità reggae).

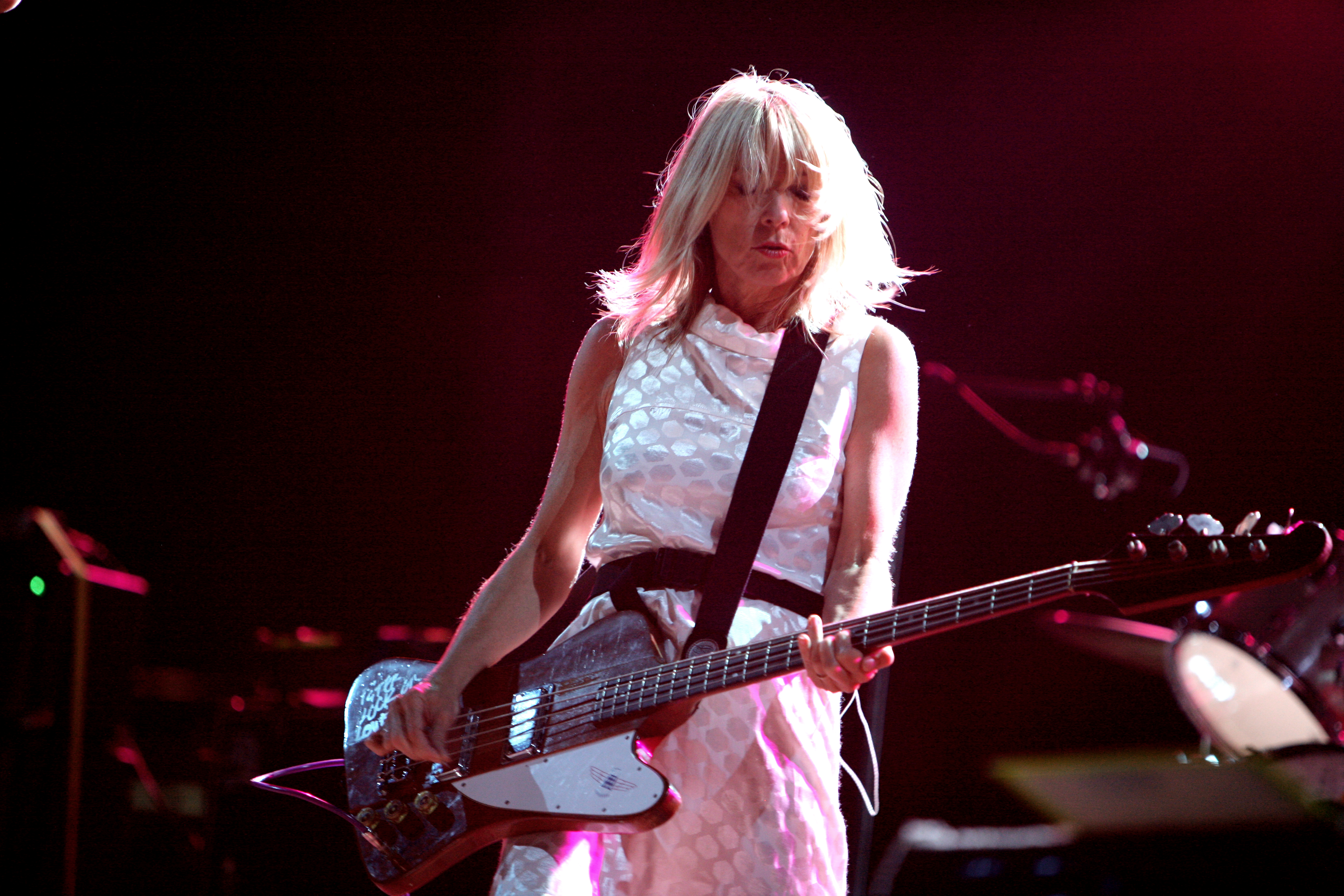
Kim Gordon, Route du Rock, agosto 2007.

Il loro primo album, eponimo, suona in maniera molto austera. Le accordature alternative di chitarra erano state utilizzate per decenni nella musica blues, e limitatamente anche nel rock, ma i Sonic Youth incominciarono a utilizzare una varietà di accordature più radicale che non si avvicinava a nessun'altra nella storia della musica rock. Lo scrittore Michael Azerrad (autore di Our band could be your life, uno studio sulle più importanti underground rock band statunitensi) scrisse che i Sonic Youth, all'inizio della loro carriera "si potevano permettere solo chitarre economiche, e le chitarre economiche "suonano" esattamente come chitarre economiche. Ma con accordature strane o qualcosa di bloccato su un particolare tasto, queste modeste chitarre possono produrre suoni sorprendenti: mettete una bacchetta per la batteria su un'economica Stratocaster giapponese, portate il volume dell'amplificatore al massimo, e la chitarra suonerà come le campane di una chiesa". Le accordature erano scrupolosamente sviluppate da Moore e Ranaldo durante le prove. Lo stesso Moore disse che accordature insolite permettevano di introdurre nuovi suoni: "quando suoni sempre con accordature standard... le cose suonano piuttosto standard". Piuttosto che accordare nuovamente le chitarre per ogni canzone, i Sonic Youth generalmente usano una particolare chitarra per uno o due canzoni, e poi la cambiano, e questo fa sì che in tournée abbiano sempre dozzine di strumenti appresso.
Dopo il loro primo album, Edson lascia il gruppo per intraprendere una modesta carriera di attore. Fu rimpiazzato da Bob Bert. I seguenti due album, Confusion Is Sex e Kill Yr Idols, sono degli aggregati iper aggressivi di violento rumore. Confusion Is Sex divide il loro seguito: da una parte chi dice che c'è stato un miglioramento rispetto al primo album, dall'altra chi lo giudica un album promettente, anche se piuttosto amatoriale. Senza curarsi delle critiche, il gruppo non realizzerà più album come Sonic Youth o Confusion Is Sex.
Il gruppo fa amicizia con gli Swans, band di New York, per i quali avevano fatto come band di supporto durante alcune date dei loro primi due tour. Questi e altri tour della prima ora stabiliscono una cosa sui Sonic Youth, e cioè che anche quando la band suona male, il suo sound è talmente unico da fare colpo sia sui fan sia sui critici.
In questa prima formazione del gruppo, la loro musica viene descritta dal giornalista Robert Christgau del settimanale Village Voice come "Pigfuck", descrizione coniata e utilizzata dallo stesso per indicare la musica di altri gruppi come i Big Black, i Butthole Surfers e i Pussy Galore (anche se questi gruppi sono molto differenti tra loro, hanno in comune il rumore e l'abrasività dei loro suoni). Una susseguente lite si sviluppò tra Moore e Christgau, e Moore rinominò Kill Yr Idols in I Killed Christgau With My Big Fucking Dick, prima che i due risolvessero la questione amichevolmente.
Oltre alle influenze di Branca, Patti Smith e degli Stooges, un altro genere che influenzò i primi Sonic Youth fu l'hardcore punk dei primi anni ottanta. Dopo aver assistito a un'esibizione dei Minor Threat nel maggio del 1982, Moore li definì "la più grande live band che abbia mai visto". Pur riconoscendo che le loro aspirazioni musicali erano ben diverse dall'hardcore, specialmente Moore e la Gordon rimasero impressionati dalla velocità e dall'intensità di questo genere di musica, e dal numeroso stuolo di gruppi e fan che lo seguiva. "Era fantastico", disse Moore, "la slam dance e lo stage diving erano molto più eccitanti che il pogoing e lo spitting... Io penso che l'hardcore fosse molto musicale oltre che radicale"
Bob Bert fu allontanato dal gruppo successivamente ad un tour europeo, e fu rimpiazzato da Jim Sclavunos, che lasciò la band dopo pochi mesi. La band allora richiamò Bert, che accettò, a patto di non essere nuovamente fatto fuori.
I Sonic Youth incorporarono gradualmente nei loro lavori alcuni elementi convenzionali della musica pop, benché mantenessero sempre una qualità sperimentale. Bad Moon Rising del 1985 fu una sorta di concept album. La maggior parte del materiale che troviamo su questo album racconta storie di violenza e follia, e di conseguenza il suo suono risulta claustrofobico. Non ci sono quasi mai pause tra i brani, che hanno come caratteristica i muri di feedback e i ritmi pesanti. Comunque, brani come I love her all the time e Brave men run, vantano armonie e struttura più mainstream. L'album vede la presenza di Lydia Lunch nel pezzo Death Valley '69, ispirato dagli omicidi commessi dalla "famiglia" di Charles Manson.
Insoddisfatto dalla mancanza di successo, soprattutto dal punto di vista economico, Bob Bert lascia il gruppo e viene sostituito da Steve Shelley. L'arrivo di Shelley segna una brusca virata nel suono della band: lui fu l'anello di congiunzione con l'interesse di Moore e della Gordon per l'hardcore, e fu il batterista tecnicamente più competente che il gruppo avesse avuto fino a quel momento.
Nel 1986 pubblicano EVOL, il loro primo album su SST Records. Fu anche il primo album che ospitò una canzone scritta e cantata da Lee Ranaldo. In questo disco, si possono ascoltare i primi accenni di canzoni che possono essere considerate pop, (Star power ed Expressway to yr skull), dal suono grezzo dei feedback psichedelici e delle distorsioni.
Con Sister del 1987, i Sonic Youth continuano a raffinare la loro miscela di canzoni dalla struttura pop con sperimentalismi senza compromessi. Anche questo album può essere considerato un concept, dato che è parzialmente ispirato dalla vita e dai lavori dello scrittore sci-fi Philip K. Dick (la Sister del titolo era la sorella gemella di Dick, che morì subito dopo la nascita). L'album ricevette delle recensioni molto positive, e rimane uno dei più amati dai fan. La band suonò regolarmente dal vivo pezzi come Schizophrenia e Kotton Krown, anche molto tempo dopo l'uscita dell'album.
Ma fu il doppio album Daydream Nation del 1988 che andò oltre ogni aspettativa, e fece guadagnare alla band ottime critiche all'unanimità, e un nuovo contratto con la Geffen Records. Su questo album i Sonic Youth hanno perfezionato il loro stile, divenendo virtuosi scultori del guitar noise. L'album diventò immediatamente un classico indie. Include alcuni dei pezzi migliori della lunga lista di canzoni da loro scritte, come Teenage Riot, Candle e The Sprawl, ispirata dai lavori dello scrittore William Gibson. Molti periodici musicali, tra i quali Rolling Stone e Spin Magazine, decretarono Daydream Nation come uno dei migliori album del decennio. Rolling Stone inserirà in seguito il disco nella sua lista dei 500 migliori album di sempre. La copertina dell'album riproduce un'opera di Gerhard Richter.

### Gli anni novanta

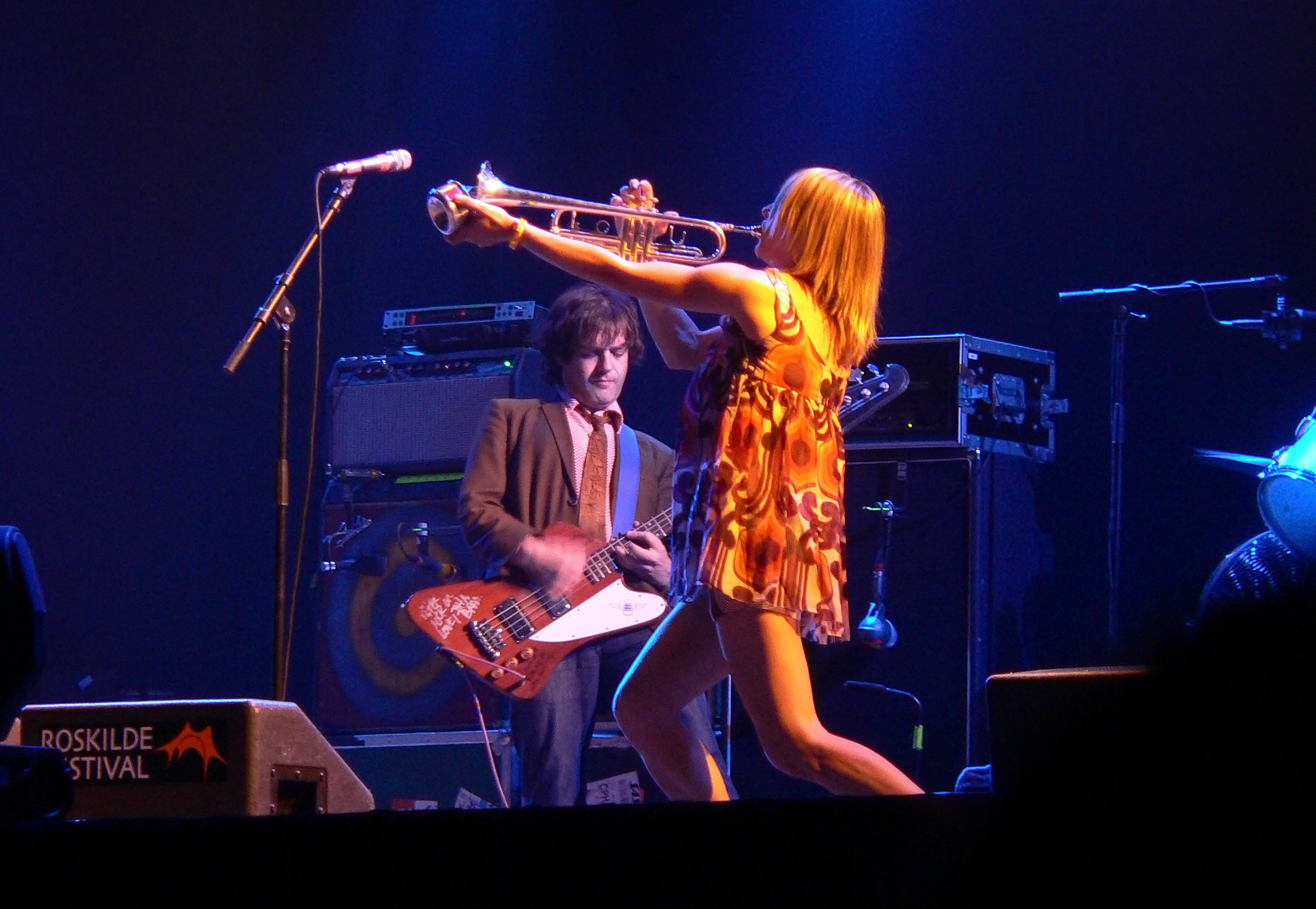
Sonic Youth in concerto.

I Sonic Youth hanno avuto grande influenza sulla musica rock underground. Hanno sicuramente avuto un ruolo di primo piano nella proliferazione del grunge: del loro tour del 1991 con gli allora poco conosciuti Nirvana fu girato un film intitolato 1991: The Year Punk Broke.
Il 1990 vede la realizzazione dell'album Goo (il primo con la Geffen Records) il cui singolo Kool Thing ospita il rapper Chuck D dei Public Enemy. L'album, anche se non allo stesso livello dei precedenti tre, si dimostra solido e più accessibile dal punto di vista musicale dei precedenti lavori. La copertina dell'album è di Raymond Pettibon.
Nel 1992 viene pubblicato Dirty sempre per la Geffen Records. Per il video di 100% assoldarono il regista di videoclip dedicati allo skateboard Spike Jonze. La canzone JC è dedicata al roadie dei Black Flag e di Henry Rollins Joe Cole, ucciso durante una rapina nella casa dello stesso Rollins il 19 dicembre del 1991. La copertina dell'album è stata realizzata dall'artista di Los Angeles Mike Kelley.
Due anni dopo, la band pubblica Experimental Jet Set, Trash & No Star, probabilmente il loro album più avventuroso. Composto da molte melodie contiene anche un quasi hit, Bull in the heather, che guadagnò maggiore popolarità dopo l'esecuzione al Tibetan Freedom Concert nel 1996.
Nel frattempo, i membri della band sviluppano ognuno i propri progetti paralleli e collaborazioni. Kim Gordon collabora al progetto della chitarrista dei Pussy Galore Julie Cafritz chiamato Free Kitten, e lancia una linea di abbigliamento chiamata X-Girl con sede a Los Angeles. Lee Ranaldo e Thurston Moore suonano con molti musicisti dei generi experimental/noise, come William Hooker, Nels Cline, Tom Surgal, Alan Licht, Don Dietrich, Christian Marclay, Mission of Burma e molti altri. Steve Shelley crea un'etichetta discografica, la Smells Like Records, scritturando band come Cat Power (nome che identifica la cantante e compositrice Chan Marshall) e Two Dollar Guitar.
Sin dagli inizi Kim Gordon aveva occasionalmente suonato la chitarra nel gruppo. Dai tempi di Washing Machine e A Thousand Leaves la Gordon incomincia a suonare la chitarra molto più frequentemente, facendo sì che la band diventi un combo con tre chitarre e una batteria. Queste canzoni introducono una nuova svolta nel suono del gruppo, e creano i principi per l'introduzione di un quinto elemento nella band, cosa che avverrà qualche anno più tardi.
Tra la fine degli anni novanta e i primi anni duemila, la band realizza una serie di registrazioni altamente sperimentali sulla propria etichetta discografica, la SYR, con sede a Hoboken (New Jersey). La musica è per la maggior parte strumentale, e gli album e i titoli delle canzoni, nonché i crediti e le note interne sono scritti via via in lingue differenti: SYR1 in francese, SYR2 in tedesco, SYR3 in esperanto e SYR5 in giapponese. SYR3 fu il primo a ospitare Jim O'Rourke, che diventerà un membro ufficiale della band.
SYR4 è differente dagli altri. Troviamo al suo interno lavori di compositori classici del genere di avanguardia, come John Cage, Yōko Ono, Steve Reich, e Christian Wolff, suonati dai Sonic Youth con molti collaboratori sempre della scena di avanguardia moderna, come Christian Marclay, William Winant, Wharton Tiers, Takehisa Kosugi e altri ancora. L'album ricevette recensioni miste, ma molti critici lodarono gli sforzi del gruppo volti a rendere popolari i lavori dei compositori.
SYR6 è la registrazione del concerto di beneficenza tenuto presso l'Anthology Film Archives il 12 aprile 2003 per celebrare la morte del grande filmmaker sperimentale Stan Brakhage scomparso il mese precedente. Il lavoro consiste in un'improvvisazione di 61 minuti realizzata in accompagnamento alle pellicole mute del cineasta.

### 2000-2011

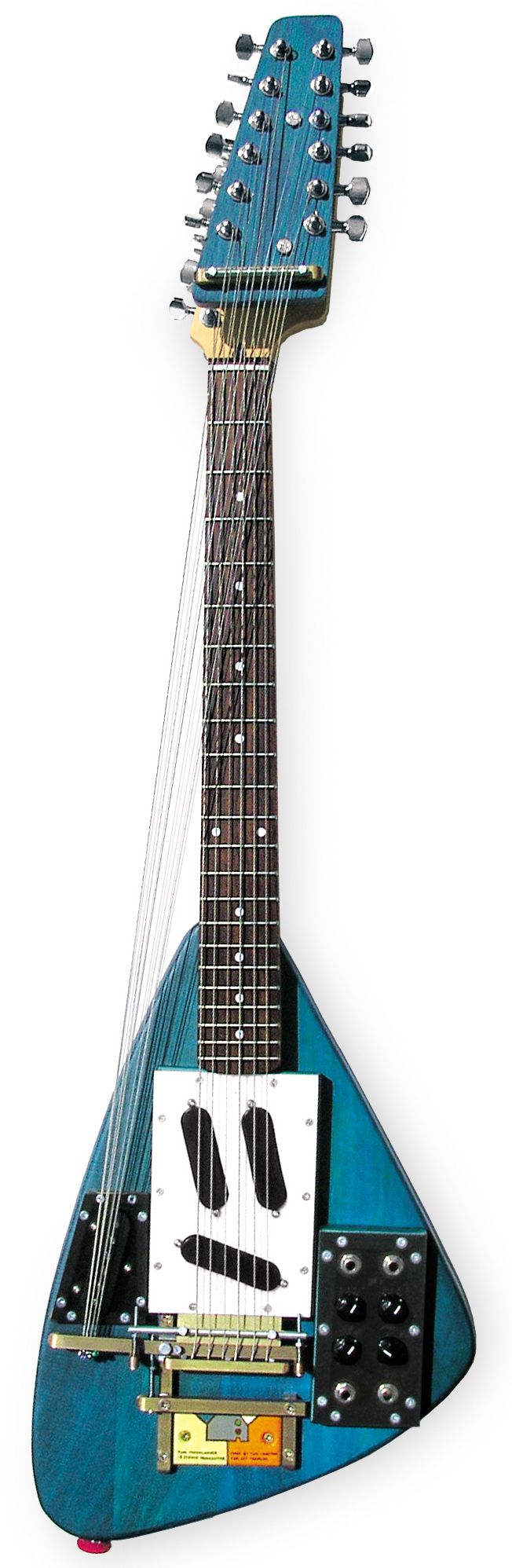
Moonlander, strumento costruito per Lee Ranaldo da Yuri Landman, 2007.

Nella notte del 4 luglio del 1999, gli strumenti dei Sonic Youth vennero rubati durante il tour in California. Obbligati a ripartire da zero con nuovi strumenti, registrano l'album NYC Ghosts & flowers e fanno da supporto ai Pearl Jam durante le tappe della costa ovest del loro tour del 2000.
Dopo gli attacchi dell'11 settembre 2001, spostarono la data del festival All Tomorrow's Parties, che si doveva tenere nell'ottobre del 2001 a Los Angeles, al marzo dell'anno seguente.
Nell'estate del 2002 pubblicarono Murray Street, che molti critici acclamano come un "ritorno in forma per i Sonic Youth", probabilmente rivitalizzati dall'ingresso nella band in pianta stabile di Jim O'Rourke. Murray Street viene indicato anche come il miglior album della band in oltre un decennio.
Nel 2004 pubblicano Sonic Nurse, album che viene accolto con ottime critiche e recensioni. Il pezzo di apertura dell'album, Pattern recognition, intitolato così dopo la pubblicazione del libro del 2003 dello scrittore William Gibson, trova la band di nuovo alle prese con i lavori dello scrittore come fonte di ispirazione. Musicalmente parlando, questo pezzo segna un ritorno ai suoni postmoderni. La band mostra anche il suo senso dell'umorismo con il pezzo Mariah Carey and the Arthur Doyle Hand Cream, pezzo veloce cantato dalla Gordon che prende in giro la vita e la carriera della Carey, inclusa la sua breve relazione con il rapper Eminem. Sulla copertina dell'album il riferimento a Mariah Carey viene sostituito da Kim Gordon per problemi di copyright, problema che fa intravedere la situazione sotto una luce ancor più postmoderna e ironica. Sonic Nurse produce delle buone vendite grazie anche alle esibizioni eseguite all'interno dei talk show, come Late Night with Conan O'Brien e The Tonight Show with Jay Leno. Era prevista anche la loro partecipazione al Lollapalooza 2004, che includeva band come Pixies e The Flaming Lips, ma il concerto fu cancellato per problemi con la vendita dei biglietti. Nei concerti eseguiti durante questo anno la band ripropose molti dei suoi pezzi degli anni ottanta.
Il 6 ottobre del 2005, la rivista Los Angeles CityBeat pubblicò la notizia del ritrovamento di alcuni degli strumenti rubati alla band nel 1999. Gli stessi strumenti, una volta recuperati, saranno utilizzati per la registrazione dell'album successivo, Rather Ripped. Nello stesso articolo venne anche detto che Jim O'Rourke avrebbe probabilmente lasciato la band. La notizia venne confermata da un'intervista con Lee Ranaldo su Pitchfork Media. Jim O'Rourke durante la sua permanenza con i Sonic Youth ha suonato il basso, la chitarra e occasionalmente il sintetizzatore.
Nel giugno del 2006 pubblicano l'album Rather Ripped. Come nel precedente lavoro, Sonic Nurse, la maggior parte dei pezzi sono composti da Thurston Moore; rispetto ai precedenti album troviamo composizioni dalla struttura più semplice e melodica, e si nota l'attenuarsi del feedback che caratterizza il loro sound da sempre. Sempre nel 2006 il loro album Daydream Nation viene inserito all'interno del National Recording Registry (l'anno di riferimento è comunque il 2005, nel 2006 è stato ufficializzato l'inserimento), istituzione che documenta la storia dell'America attraverso la musica.
Con un comunicato apparso sul sito della loro etichetta "Matador", sabato 15 ottobre 2011 viene ufficializzata la separazione tra Thurston Moore e Kim Gordon, dopo un matrimonio di 27 anni. Anche artisticamente, dopo trent'anni, quella data si fa valere come quella terminale del gruppo, anche se il comunicato precisa che la programmata tournée sudamericana si sarebbe comunque tenuta. Successivamente, per un paio di anni vengono pubblicati dischi live con materiale inedito, demo, ristampe celebrative, mentre i quattro membri della band si dedicano tutti a nuovi progetti musicali.
L'11 giugno del 2020 Lee Ranaldo in un'intervista ha dichiarato: "Sento spesso Thurston, Kim, Steve, Jim, Mark e i nostri numerosi collaboratori. Con Steve abbiamo suonato insieme e anche con Thurston. Sono sicuro che i nostri percorsi si incroceranno ancora e ancora in futuro."

## Formazione

### Ultima formazione
- Thurston Moore – voce, chitarra (1981–2011)
- Lee Ranaldo – chitarra, voce (1981–2011), tastiera (2002-2011)
- Kim Gordon – basso, chitarra, voce (1981–2011)
- Steve Shelley – batteria (1985–2011)
- Mark Ibold – basso, chitarra (2006–2011)

Ex membri
- Anne DeMarinis – tastiere (1981–1982)
- Richard Edson – batteria (1981–1982)
- Bob Bert – batteria (1982, 1983–1985)
- Jim Sclavunos – batteria (1982–1983)
- Jim O'Rourke – basso, chitarra, synth (1999–2005)

## Discografia

### Album in studio
- 1983 - Confusion Is Sex
- 1985 - Bad Moon Rising
- 1986 - EVOL
- 1987 - Sister
- 1988 - Daydream Nation
- 1990 - Goo
- 1992 - Dirty
- 1994 - Experimental Jet Set, Trash & No Star
- 1995 - Washing Machine
- 1998 - A Thousand Leaves
- 2000 - NYC Ghosts & Flowers
- 2002 - Murray Street
- 2004 - Sonic Nurse
- 2006 - Rather Ripped
- 2009 - The Eternal

### EP
- 1982 - Sonic Youth
- 1983 - Kill Yr Idols
- 1985 - Death Valley '69
- 1986 - Starpower
- 1987 - Master-Dik
- 1988 - Silver Rocket
- 1988 - Stick Me Donna Magick Momma
- 1988 - Teenage Riot
- 1988 - Silver Rocket (split con Miracle Workers)
- 1989 - Candle
- 1990 - 4 Tunna Brix
- 1990 - Kool Thing
- 1990 - Disappearer
- 1991 - Dirty Boots
- 1992 - 100%
- 1992 - Youth Against Fascism
- 1993 - Whores Moaning
- 1994 - TV Shit
- 1995 - Turn it up! Turn it up!
- 1997 - SYR1: Anagrama
- 1997 - SYR2: Slaapkamers Met Slagroom
- 1998 - SYR3: Invito al cielo
- 1998 - Silver Session for Jason Knuth
- 2002 - In the Fishtank (Konkurrent) (Sonic Youth al completo meno Kim Gordon con componenti di The Ex e I.C.P.)

### Compilation e live
- 1984 - Sonic Death (live)
- 1991 - Hold that tiger (live)
- 1995 - Screaming Fields of Sonic Love
- 1995 - Made in USA (colonna sonora)
- 1999 - SYR4: Goodbye 20th Century
- 2005 - SYR6: Koncertas Stan Brakhage Prisiminimui
- 2006 - The Destroyed Room: B-sides and Rarities
- 2008 - Hits Are for Squares
- 2022 - In/Out/In
- 2023 - Live in Brooklyn, Ny (live)

### Singoli
- 1984 - Death Valley '69/Brave Men Run (In My Family)
- 1985 - (Over) Kill Yr Idols (Making the Nature Scene/I Killed Christgau with My Big Fuckin' Dick
- 1985 - Flower / Halloween
- 1986 - Halloween II (Special "Savage Pencil" Engraved Design (Do Not Play) / Halloween II (The First Studio Mix))
- 1986 - Starpower/Bubblegum
- 1986 - Into the Groovey
- 1988 - Teen Age Riot
- 1988 - Silver Rocket
- 1989 - Providence
- 1989 - Touch me I'm Sick (i Sonic Youth rifanno Touch me I'm sick dei Mudhoney, mentre i Mudhoney rifanno Halloween dei Sonic Youth)
- 1990 - Kool Thing
- 1990 - Disappearer
- 1990 - Titanium Expose (split con Concrete Blonde)
- 1991 - Dirty Boots
- 1991 - Is it my Body
- 1992 - 100%
- 1992 - Youth Against Fascism
- 1992 - Senza titolo (split con i Cell)
- 1992 - Shaking Hell
- 1992 - Su nioj
- 1993 - Burning Spear
- 1993 - Drunken Butterfly
- 1993 - No II (Split Single con i Cell)
- 1993 - Sugar Kane
- 1994 - Bull in the Heather
- 1994 - Superstar (Split Single, a seconda della versione, sul lato b del singolo si possono trovare i Redd Kross, i The Carpenters o Bettie Serveert)
- 1995 - The Diamond Sea
- 1996 - Little Trouble Girl
- 1998 - Sunday
- 2000 - Lightnin
- 2002 - Sweet Emotion
- 2003 - Mariah Carey and the Arthur Doyle Hand Cream
- 2006 - Helen Lundeberg

### Apparizioni in compilation
- 1986 - Sub Pop 100

### Collaborazioni
- 1988 - The White(y) Album (come Ciccone Youth, con Suzanne Sasic, J Mascis e Mike Watt)
- 2000 - SYR5 (Kim Gordon, DJ Olive and Ikue Mori)
- 2007 - I'm Not There